# L'Horreur dans le musée
L'Horreur dans le musée (titre original : The Horror in the Museum) est une nouvelle de H. P. Lovecraft, écrite en octobre 1932 et parue en juillet 1933 dans le magazine Weird Tales. Cette nouvelle a été publiée sous la signature de Hazel Heald, femme de lettres pour qui Lovecraft a effectué plusieurs travaux de « révision » en tant que nègre littéraire.

## Résumé
Le protagoniste Stephen Jones découvre un musée de cire londonien qui expose aussi bien des effigies de criminels tristement célèbres (Gilles de Rais, Landru...) que des simulacres de créatures monstrueuses (Cthulhu, Yog-Sothoth...) dont l'apparence outrepasse les pires atrocités représentées dans la « chambre des horreurs » de Madame Tussauds. Le visiteur fait connaissance avec le propriétaire du musée, George Rogers, artiste à la réputation sulfureuse. Partageant partiellement les goûts macabres de ce sculpteur, Jones gagne progressivement sa confiance.
En veine de confidences, Rogers finit par lui raconter une expédition qu'il mena en Alaska avec son assistant Orabona. Dans les profondeurs de ruines vieilles de trois millions d'années, le sculpteur affirme avoir découvert « Rhan-Tegoth », une gigantesque créature amphibie venue de la planète Yuggoth. Il l'aurait ramenée, endormie sur son trône, jusqu'à Londres, avant de réussir récemment à la réveiller malgré les réticences d'Orabona. Devant le scepticisme de Jones, Rogers s'irrite et lui montre une photographie, sans parvenir à le convaincre.  Leurs rapports se distendent abruptement mais à la suite d'un pari entre les deux hommes, Jones accepte de passer la nuit enfermé dans le musée afin de persuader Rogers de remédier à son comportement irrationnel.
La nuit tombée, seul dans le noir au milieu d'épouvantables figures de cire, Jones surmonte difficilement son angoisse et sa panique grandissante. Lorsqu'il entend distinctement quelque chose se rapprocher de lui, il allume sa lampe et se retrouve brusquement confronté à une abjecte créature mi-singe, mi-insecte. Le malheureux s'évanouit mais il retrouve rapidement ses esprits tandis que l'être inhumain traîne son corps. Jones entend alors le monstre marmonner d'une voix familière des propos incohérents au sujet d'un sacrifice offert à Rhan-Tegoth. Comprenant instantanément que son agresseur n'est autre que Rogers revêtu d'un déguisement étrangement réaliste, il se ressaisit, puis parvient à maîtriser et à ligoter le sculpteur au terme d'une lutte frénétique. Réduit à l'impuissance, Rogers révèle rageusement que les statues du musée ne sont pas des œuvres d'art mais de véritables abominations figées par ses soins dans la cire. Le maniaque tente de convaincre Jones d'adorer Rhan-Tegoth, tout en hurlant afin d'appeler l'horrible entité. Au seuil de la folie, Jones croit entendre une masse titanesque s'approcher lourdement. Il s'enfuit du musée lorsqu'une énorme pince de crabe entrouvre la porte de la salle d'exposition.
Quelques semaines plus tard, Jones trouve le courage de retourner au musée. Il y rencontre Orabona, nouveau responsable des lieux. Imperceptiblement sardonique, l'assistant lui apprend que Rogers est parti en voyage en Amérique pour une durée indéterminée. Orabona propose ensuite au visiteur d'admirer la dernière œuvre du musée, censurée par les autorités. Jones découvre avec horreur Le Sacrifice à Rhan-Tegoth, une énorme statue reproduisant le monstre de la photographie, avec ses six pattes noires terminées en pinces de crabe, sa tête globuleuse à trois yeux, sa trompe et ses ouïes. Parmi les éléments constitutifs de la sculpture figure le cadavre d'un homme affreusement mutilé, dont seuls les traits demeurent identifiables. Distinguant le visage de Rogers, Jones perd miséricordieusement connaissance à la vue d'une cicatrice trop familière, réminiscence d'une estafilade infligée à l'artiste dément lors de leur affrontement nocturne. Orabona ne se départ pas de son sourire railleur.

## Rédaction et publication

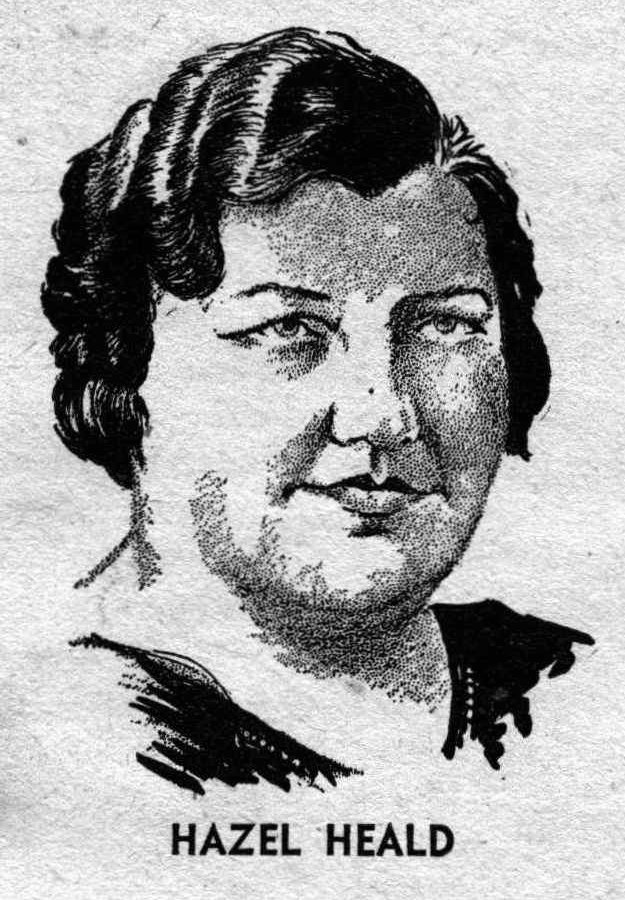
Hazel Heald, portrait publié dans le pulp Wonder Stories, octobre 1932.

L'Horreur dans le musée est l'une des cinq nouvelles écrites ou reprises par Lovecraft pour Hazel Heald. Dans sa correspondance, Lovecraft rapporte qu'il l'a rédigée « à partir d'un synopsis si mauvais que je l'ai presque complètement écarté – elle est presque de moi seul ».
La nouvelle est parue en juillet 1933 dans le magazine Weird Tales (volume 22, no 1), dans le même numéro que La Maison de la sorcière. Par la suite, elle a été rééditée dans plusieurs recueils, dont Beyond the Wall of Sleep (1943) et The Horror in the Museum and Other Revisions (1970), donnant son titre à ce dernier.

## Critique
Selon S. T. Joshi, L'Horreur dans le musée est une auto-parodie volontaire de la part de son auteur, qui y reprend les éléments caractéristiques de son mythe de Cthulhu pour les pousser jusqu'à l'absurde. Lovecraft contreferait ainsi ses propres nouvelles L'Appel de Cthulhu et Le Modèle de Pickman.